# František Rydval
František Rydval (* 21. Februar 1946 in Liberec) ist ein ehemaliger tschechoslowakischer Skispringer.

## Werdegang
Sein internationales Debüt gab Rydval bei der Vierschanzentournee 1966/67. Dabei erreichte er in drei der vier Springen eine Top-10-Platzierung und landete so auf Platz 14 der Gesamtwertung. Ein Jahr später landete er, nachdem er nur die Springen in Österreich bestritt, trotz zweier Top-20-Platzierungen nur auf dem 65. Platz der Gesamtwertung.
Bei den Olympischen Winterspielen 1968 in Grenoble sprang Rydval von der Normalschanze auf den 12. Platz und erreichte von der Großschanze den 27. Platz.
Mit der Vierschanzentournee 1968/69 bestritt Rydval seine erfolgreichste Tournee. Nach Rang 14 in Oberstdorf landete er auf der Großen Olympiaschanze in Garmisch-Partenkirchen mit dem dritten Platz zum ersten und einzigen Mal auf dem Podium. Nachdem er auch in der Innsbruck und Bischofshofen unter den besten zehn landete, beendete er die Tournee mit 848,2 Punkten auf dem fünften Rang in der Gesamtwertung.
In den folgenden drei Jahren konnte Rydval nicht mehr an diesen Erfolg anknüpfen. So erreichte er bei der Vierschanzentournee 1969/70 nur Rang 21 der Gesamtwertung und bei seiner letzten Vierschanzentournee 1971/72 nur Rang 32.

## Erfolge

### Vierschanzentournee-Platzierungen
| Saison  | Platz | Punkte |
| ------- | ----- | ------ |
| 1966/67 | 14.   | 789,7  |
| 1967/68 | 65.   | 551,1  |
| 1968/69 | 05.   | 848,2  |
| 1969/70 | 21.   | 819,2  |
| 1971/72 | 32.   | 823,6  |

### Schanzenrekorde
| Ort                    | Land        | Weite              | aufgestellt am | Rekord bis     |
| ---------------------- | ----------- | ------------------ | -------------- | -------------- |
| Garmisch-Partenkirchen | Deutschland | 94,5 m (HS: 140 m) | 1. Januar 1969 | 1. Januar 1971 |